# Cynorkis stolonifera
Cynorkis stolonifera là một loài thực vật có hoa trong họ Lan. Loài này được (Schltr.) Schltr. mô tả khoa học đầu tiên năm 1924.